# Радиоконструктор (изделие)
Радиоконстру́ктор — готовый набор радиоэлементов, деталей и узлов, предназначенный для самостоятельного изготовления какого-либо радиоэлектронного устройства в любительских условиях.

## Описание
Изначально радиоконструктор является материалом для изучения радиодела начинающими радиолюбителями и представляет собой набор для изготовления простого электронного устройства. Существуют радиоконструкторы для радиолюбителей разного уровня подготовки, в том числе позволяющие собирать весьма сложные устройства, требующие некоторых знаний и опыта (служебные устройства, усилители, измерительные приборы, супергетеродинные приёмники), передатчики и трансиверы для радиолюбительской связи и т. п.
Известны довольно крупные предприятия, специализирующиеся на такой продукции. Например, американская фирма Heath Company в 1950-х — 1970-х годах выпускала широкий ассортимент радиоконструкторов под торговой маркой Heathkit — от простейших приемников и усилителей до измерительных приборов и приёмопередающих радиостанций.
В 1946—1948 году компания Grundig обходила запрет на производство радиоприёмников на территории оккупированной Германии, выпуская наборы для самостоятельной сборки приёмника. Этот продукт проходил по категории игрушек и под запрет не подпадал.
В СССР промышленность выпускала широкий спектр радиоконструкторов, от простых до сложных радиоэлектронных устройств. Радиоконструкторы привлекали ценой, комплектностью и возможностью для технического творчества. Радиоконструкторы стоили гораздо дешевле аналогичных готовых изделий. Например, бытовой стереоусилитель в конце 80-х годов стоил около 200 руб, радиоконструктор стереоусилителя — примерно вдвое дешевле, и при этом был укомплектован всеми необходимыми деталями, зачастую дефицитными. Советский приемник 1950-х годов АРЗ-54 выпускался как в виде готового изделия, так и в виде набора деталей для самостоятельной сборки. В комплект не входил только футляр, его нужно было купить отдельно или сделать самому.
После распада СССР в странах СНГ радиоконструкторы выпускают частные предприятия — «Мастер Кит», «Чип Набор», «E-Kit» (Россия), «Radio-Kit» (Украина) и др. Появились также детские радиоконструкторы — «Знаток», «Твоё радио» и др.
- Коротковолновый трансивер Heathkit HW-8F (США) с инструкцией по самостоятельной сборке
- Радиоконструктор МРК-2 «Электронные кубики» советского производства, 1977 г.
- Приёмник Grundig Heinzelmann (Германия, 1947) выпускался в виде радиоконструктора по юридическим причинам
- Каменец-Подольский завод «Электроприбор» производил в 1970-х — 1980-х гг. серию наборов для сборки функциональных узлов радиоаппаратуры